# Rothschild-Stundenbuch

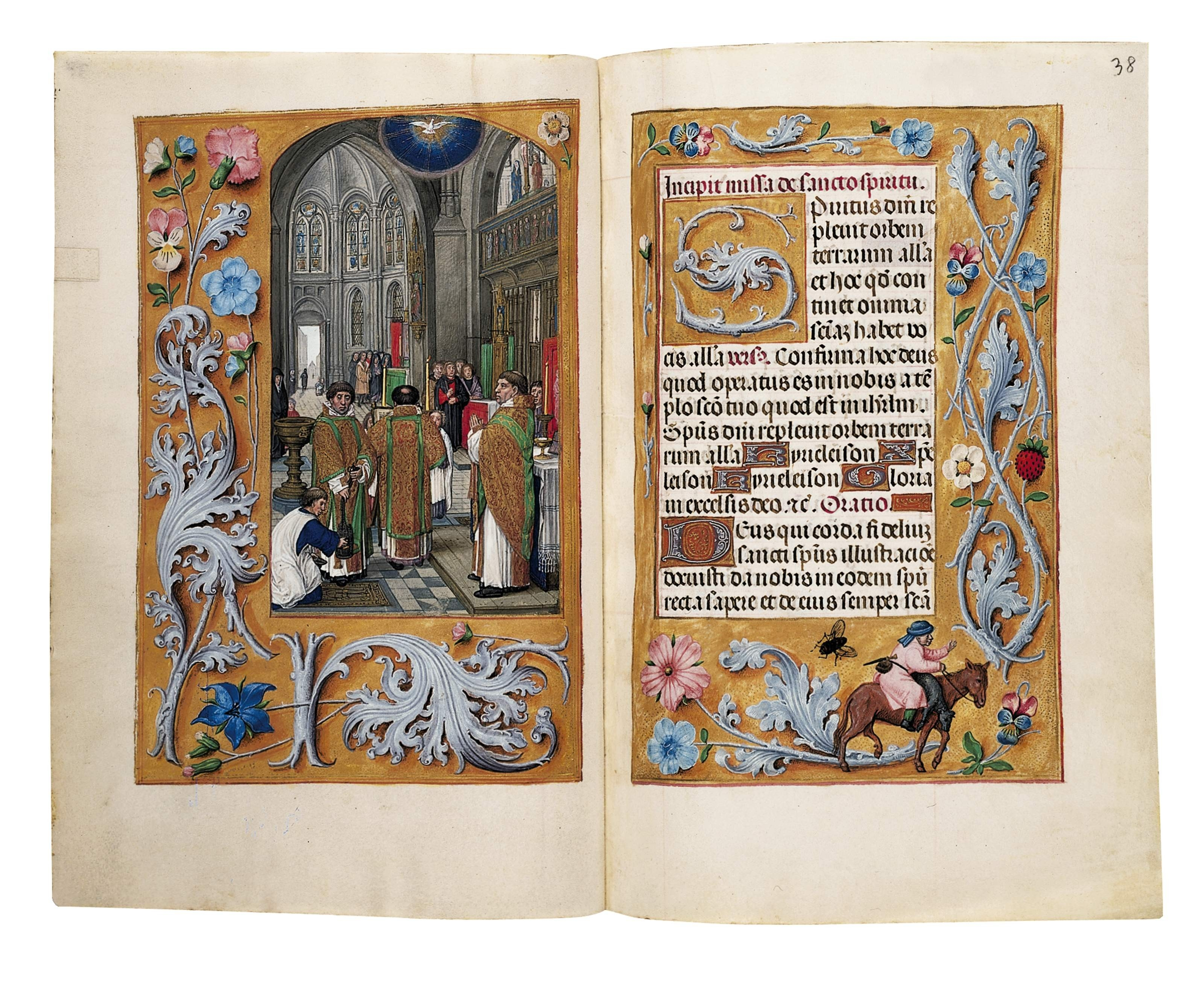
Das Rothschild-Stundenbuch

Das Rothschild-Stundenbuch ist ein aus Flandern stammendes, handgeschriebenes und mit Bildern illustriertes Stundenbuch, das von mehreren spätmittelalterlichen Künstlern in den Jahren von 1500 bis 1520 illuminiert wurde. Es hat das Format 228 × 160 mm und umfasst insgesamt 254 Seiten.

## Geschichte
Das Stundenbuch entstand nach 1500, als bereits die Mehrzahl solcher Bücher gedruckt wurden. Deshalb wird angenommen, dass der Auftraggeber dieses Buches ein sehr wohlhabender Mann gewesen sein musste. Die Handschrift gehörte zu Beginn des 16. Jahrhunderts einem Zweig der Wittelsbacher und gelangte in die Bibliothek der Pfalzgrafen in Heidelberg, die heutige Universitätsbibliothek Heidelberg. Vor dem Jahre 1623 wurde sie aus der dortigen Bibliothek entfernt und gelangte erst im späten 19. Jahrhundert in den Besitz der Familie Rothschild. Nach dem Anschluss Österreichs im Jahre 1938 übergab Louis Nathaniel von Rothschild das Stundenbuch im Austausch für die Freilassung anderer Wertgegenstände als Schenkung an das nationalsozialistische Regime Deutschlands. Seitdem wurde es als Codex Vindobonensis S. N. 2844 in der Österreichischen Nationalbibliothek in Wien verwahrt. Erst 1999 wurde das Verbot der Ausfuhr kulturell bedeutender Werke für das Stundenbuch und andere Teile der Schenkung aufgehoben und das Konvolut an die Familie Rothschild zurückgegeben.
2009 wurde das Stundenbuch bei Christie’s in London versteigert. In einer weiteren Auktion bei Christie’s in New York City im Jahre 2014 ging die Handschrift an den australischen Geschäftsmann Kerry Stokes aus Perth in Western Australia und ist heute in der National Library of Australia zu sehen.

## Inhalt
Auf 140 Seiten der Handschrift befinden sich Illuminationen, die zum Teil in den zugehörigen Monaten Monatsbilder zeigen. Die Textseiten des Stundenbuchs sind sehr oft an den Rändern mit Blumen verziert, es gibt Darstellungen von Bronzefiguren in der Trompe-l’œil-Technik und auch Einrahmungen der Texte durch illusionistische Holzimitationen.
Zu den Künstlern, die am Rothschild-Stundenbuch mitgewirkt haben, gehören unter anderen Gerard Horenbout, Gerard David und Simon Bening.
1979 wurde durch Ernst Trenkler (1902–1982) in Graz ein vollständiges Faksimile im Originalformat in der Reihe der Österreichischen Nationalbibliothek Codices Selecti als Band LXVII mit dem Titel Rothschild Gebetbuch facsimile und commentarium herausgegeben.